# یمیلنا
یمیلنا (به لاتین: Jemielna) یک روستا در لهستان است که در گمینا بیروتوو واقع شده‌است. یمیلنا ۳۰۰ نفر جمعیت دارد.